# Брестовац (Босански Петровац)
Брестовац је насељено мјесто у Босни и Херцеговини, у Општини Босански Петровац, које административно припада Федерацији Босне и Херцеговине. Према попису становништва из 2013. у насељу је живјело 78 становника.

## Становништво
| Националност       | 1991. | 1981. | 1971. | 1961. |
| Срби               | 185   | 71    | 236   |       |
| Југословени        | 1     | 97    |       |       |
| остали и непознато | 6     | 13    |       |       |
| Укупно             | 192   | 181   | 236   | '     |

| Демографија | Демографија | Демографија |
| Година      | Становника  | Становника  |
| ----------- | ----------- | ----------- |
| 1971.       | 236         |             |
| 1981.       | 181         |             |
| 1991.       | 192         |             |
| 2013.       | 78          |             |